# Wilhelm Vleugels
Wilhelm Vleugels (* 17. Oktober 1893 in Saarburg; † 19. März 1942 in Bonn) war ein deutscher Wirtschaftswissenschaftler und Soziologe. In seinem soziologischen Werk widmete er sich fast ausschließlich dem Phänomen der Masse.

## Werdegang
Vleugels wurde 1921 an der Universität zu Köln zum Dr. rer. pol. promoviert und habilitierte sich 1923 ebendort. 1928 wurde er außerordentlicher Professor in Köln und noch im selben Jahr ordentlicher Professor an der Universität Königsberg. 1934 wechselte er auf den Lehrstuhl für Soziologie der Universität Bonn.
Vleugels' Soziologieverständnis war durch seinen Kölner Lehrer Leopold von Wiese geprägt, seine Massensoziologie entwickelte er aus einer kritischen Auseinandersetzung mit den „Masse-Theoretikern“ Gustave Le Bon, Scipio Sighele, Gabriel Tarde, Gerhard Colm und Theodor Geiger. Vleugels wird zum Kreis der durch von Wiese dominierten frühen Kölner Schule der Soziologie gezählt.
Nach der „Machtergreifung“ durch die Nationalsozialisten publizierte Vleugels vorwiegend zu wirtschaftswissenschaftlichen Themen.
Vleugels war Förderndes Mitglied der SS. In Königsberg war er in Konflikt mit den Nationalsozialisten geraten, denen er als politisch unzuverlässig galt. Sein Institut sollte im Sinne einer aktiven Polenpolitik eingesetzt werden, wozu seine zurückhaltende Art wenig geeignet erschien. Aufgrund wachsender Schwierigkeiten sah er selbst keine Möglichkeit des Bleibens mehr. Diese Vorgänge waren der Grund für seine Versetzung nach Bonn aufgrund des Berufsbeamtengesetzes. Vleugels suchte trotz der Differenzen nach Gemeinsamkeiten und glaubte, diese in der Idee der Volksgemeinschaft finden zu können. Im Dezember 1937 trat er in die NSDAP ein. Je mehr jedoch der Ungeist wuchs, umso mehr distanzierte er sich gegenüber dem Nationalsozialismus. Eine Zeit lang hoffte er, dass das System aufgrund seiner Widersprüche in sich selbst zusammenbrechen würde. Als er sah, dass eine Humanisierung der Gewalt nicht mehr zu erwarten war, äußerte er – schon von seiner schweren Erkrankung gezeichnet –, dass nur noch „die Hoffnung auf eine Hilfe von außen oder von oben“ bestehe, um Europa vor dem totalen Chaos zu retten.
Nach dem Ende des Zweiten Weltkrieges wurde Vleugels’ Schrift Der „Korridor“ in englischen und französischen Urteilen in der Sowjetischen Besatzungszone auf die Liste der auszusondernden Literatur gesetzt.

## Soziologie der Masse
Vleugels unterscheidet drei Kategorien von Masse: die latente, die aktuelle und die historische Masse. Der Begriff der Menge wird deutlich von dem der Masse abgegrenzt; Menge ist für Vleugels lediglich eine Zahl völlig unverbundener Mensch, die nicht als soziales Gebilde anzusehen sind. Er unterscheidet die drei Begriffe folgendermaßen:
- Die latente Masse besteht auf Basis gemeinsamer Gefühle und Empfindungen von Menschen, die sich benachteiligt fühlen und sich als Schicksalsgenossen verbunden sehen. Sie tritt nicht nach außen in Erscheinung und ist damit unwirksam.
- Die aktuelle Masse ist diejenige, die sich in Aktionen (Demonstrationen, Aufläufen, Zusammenrottungen) ausdrückt. Sie ist unorganisiert und nur von kurzer Dauer.
- Die historische Masse, ist die in Organisationen geführte Masse. Nur sie ist für Vleugels langfristig politisch wirksam.

## Schriften (Auswahl)
- Masse und Führer, ohne Ort, ohne Erscheinungsjahr (Dissertationsschrift von 1921)
- Die Masse: Ein Beitrag zur Lehre von den sozialen Gebilden, München: Duncker & Humblot, 1930
- Die Volkswirtschaftslehre als politische Ökonomik und die formale Wirtschaftstheorie, Stuttgart: Kohlhammer, 1936
- Zur Gegenwartslage der deutschen Volkswirtschaftslehre: Eine Sammlung von Aufsätzen über Gegenwartslage, Erbe und heutige Aufgaben der deutschen volkswirtschaftlichen Theorie, Jena: Fischer, 1939.